# Juan Santiago Dávalos
Juan Santiago Dávalos Vierci (Asunción del Paraguay, 1 de mayo de 1927-Uruguay, 30 de enero de 1973) fue un docente y pensador paraguayo del siglo XX, cuyas ideas se enmarcan en el criticismo, la fenomenología y, en parte, en el existencialismo.
Filósofo de formación, su pensamiento se caracteriza por la crítica a los sistemas sociales y políticos del Paraguay de su tiempo. Sus ideas se hallan expuestas en monografías, ensayos, y artículos dispersos. Dávalos no ha conformado libro o corpus unitario alguno, de manera que su obra se encuentra dispersa.

## Biografía
Nació en Asunción del Paraguay, en el seno de una antigua familia paraguaya. Era hijo del doctor Alejandro Dávalos, ministro de Salud Pública durante el gobierno de José Felix Estigarribia, y de María Cristina Vierci Machaín.
Sus primeros estudios los realizó en el Colegio de San José, donde fue discípulo del padre César Alonso de las Heras. Tras concluir el bachillerato, por imposición de su padre se inscribió en la facultad de Medicina. No muy convencido, la abandonó poco después.
En la Universidad de Buenos Aires se licenció en Filosofía y Pedagogía. Regresó al Paraguay, y se dedicó a la docencia en la Escuela de Humanidades, posteriormente Facultad de Filosofía de la Universidad Nacional de Asunción. Posteriormente, se doctoró en filosofía con una tesis que lleva por título La filosofía de Heidegger.
A fin de adentrarse con propiedad en el pensamiento de los filósofos alemanes, aprendió la lengua alemana y obtuvo una beca que le permitió estudiar en la Universidad Humboldt de Berlín. A su retorno, siguió enseñando en la Facultad de Filosofía y Letras de la Universidad Nacional de Asunción. Luego regresó a Alemania, donde fue profesor de filosofía en la Universidad Libre de Berlín (Berlín Occidental). De esta forma, se podría afirmar que la docencia constituyó su principal tarea.
Escribió varios ensayos y artículos en coatoría con Lorenzo Livieres Banks, quien destaca el sentido crítico del pensamiento de Dávalos. Según Livieres, su sentido crítico le llevaba a no decantarse en ninguna ideología, aunque era muy sensible a los temas sociales.
Dávalos no creía que los problemas latinoamericanos, y específicamente los paraguayos, pudieran solucionarse sólo desde un plano económico. En una conferencia sobre Ideología y cambio social, pronunciada en 1967, señalaba que

la intención de un cambio efectivo debe cuestionar por fuerza la visión tradicional del mundo. Un cambio llevado a cabo sólo a nivel ideológico será indefectiblemente superficial y no sería, en el fondo, un cambio real. Un cambio real y auténtico debe ensayar ir hasta la raíz, y si no se intenta de ese modo, estas sociedades no podrán salvarse nunca más de un coloniaje total y definitivo.

Dávalos hacía hincapié en la idea de que ninguna ideología (cuyo ámbito de influencia sea la política) fuera capaz por sí sola de cambiar la mentalidad de la gente para pasar de una sociedad tradicional y conservadora, a una sociedad moderna y progresista.
Crítico del liberalismo, consideraba que su principal exponente en el Paraguay era el doctor Cecilio Báez, líder de los liberales radicales de principios de siglo XX, partido político con el cual simpatizaba su familia. Acusaba al liberalismo de ser maniqueísta y permanente "normativista" —el "deber ser" tiene que imponerse al "ser". Así, desde esta línea de pensamiento escribía:

Para el liberalismo, de su característica maniqueísta se deriva su incapacidad de pensar científicamente. Por eso, el liberalismo es ahistórico y acientífico. El ideólogo liberal condena, pues, lo que no entra en su esquema. No trata de estudiarlo, ni entenderlo, ni investigarlo.

En el ámbito de la problemática política y social, por influencia de la Escuela de Fráncfort, rechazaba el reduccionismo económico. Opinaba que «el problema es más grave e interesa de modo directo a la estructura mental de un pueblo, la manera cómo ese pueblo se halla radicalmente instalado en la realidad.» En el contexto de la economía, pensaba que la riqueza estaba absolutamente ligada a la tecnología y, por supuesto, a la investigación científica, cuyo desarrollo supone la actividad intelectual racionalmente concebida, y cuyo ámbito natural es la universidad.
Al analizar la situación universitaria en el Paraguay, sostenía que ella adolecía de un pensamiento crítico fundante, y que en su seno no se generaban nuevos conocimientos, sino sólo se limitaba a la transmisión de conocimientos ya establecidos.
Entre sus ensayos, se recuerdan muy especialmente Ideología y cambio social, Cecilio Báez como ideólogo y, en coautoría con Lorenzo Livieres Banks, El problema de la historia en el Paraguay, El problema de las ideologías en el Paraguay y Las lenguas en el Paraguay.
Juan Santiago Dávalos pertenecía al círculo de pensadores paraguayos que incluían a Lorenzo Livieres, Laureano Pelayo García, Adriano Irala Burgos y Juan Andrés Cardozo. Gran amigo suyo fue el escultor Herman Guggiari. Con referencias de Guggiari, en 2007 se iniciaron los trabajos de restauración de la residencia familiar de los Vierci Machaín, sede del Ateneo Paraguayo desde 1960.
Además de la filosofía, y la docencia, también se dedicó a las artes visuales.
Juan Santiago Dávalos falleció en un accidente carretero en Uruguay, el 30 de enero de 1973.